# Красавица из трущоб
«Красавица из трущоб» (англ. Trishna) — английская кинолента 2011 года сценариста и режиссёра Майкла Уинтерботтома.

## Сюжет
Повествование фильма основывается на классическом романе Томаса Харди «Тэсс из рода д’Эрбервиллей», но перенесено в современную Индию.
Тришна — главная героиня истории. Она воспитывается в бедной семье. Отец девушки попадает в автокатастрофу и получает серьёзную травму. Она встречает молодого британского бизнесмена индийского происхождения Джея Сингха, который вернулся на историческую родину с целью работы в гостиничном бизнесе своего отца.
Тришне очень нужны деньги для отцовского лечения, и она с радостью принимает приглашение Джея поработать у него. Между молодыми людьми вспыхивает искра чувств.
И без того драматичный сюжет книги Харди режиссёр картины Майкл Уинтерботтом приправляет спецификой жизни индийского общества. Главной героине предстоит пройти массу испытаний и проблем, связанных с чувствами к любимому человеку, её положением в обществе и невозможностью добиться социального успеха.

## В ролях
| Актёр         | Роль                   |
| ------------- | ---------------------- |
| Фрида Пинто   | Тришна                 |
| Риз Ахмед     | Джей                   |
| Мита Вашишт   | мать Триши             |
| Хэриш Ханна   | Виджай                 |
| Анураг Кашьяп | Анураг                 |
| Рошан Сет     | мистер Сингх,отец Джея |
| Калки Кеклен  | Калки                  |
| Ашик Хан      | работник отеля         |
| Сэм Хатингс   | Сэм                    |

## Отзывы и критика
Фильм имеет в основном положительные отзывы. Он набрал 67 % положительных рецензий на сайте Rotten Tomatoes. Кинокритик Роджер Эберт написал: «Уинтерботтом является режиссёром, который никогда не повторяет себя, а в „Красавице из трущоб“ легко встраивает свою историю в жизнь современной Индии». Джо Моргенштерн из The Wall Street Journal считает, что фильм был «захватывающим, хотя и очень мрачным визуально». Драма Уинтерботтома была номинирована за лучший фильм на Лондонском кинофестивале и Токио Гран-при на Tokyo International Film Festival.